# Carrie Lucas
Carrie Lucas (Carmel, 1 de outubro de 1945) é uma cantora norte-americana de R&B. Em 1976, ela assinou contrato com a gravadora Soul Train Records. Lucas gravou seis álbuns ao longo de sete anos como contratada da Soul Train e Solar Records. Seus maiores sucessos são as canções "I Gotta Keep Dancin'" (1977) e "Dance with You" (1979). Lucas foi casada com o fundador da Soul Train Records e da Solar Records, Dick Griffey, entre 13 de novembro de 1974 até a morte dele em 2010.

## Discografia

### Álbuns de estudio
| Ano  | Álbum                     | Posições em tabelas musicais | Posições em tabelas musicais | Gravadora          |
| Ano  | Álbum                     | US                           | US R&B                       | Gravadora          |
| ---- | ------------------------- | ---------------------------- | ---------------------------- | ------------------ |
| 1977 | Simply Carrie             | 183                          | —                            | Soul Train Records |
| 1978 | Street Corner Symphony]]  | —                            | —                            | SOLAR              |
| 1979 | Carrie Lucas in Danceland | 119                          | 37                           | SOLAR              |
| 1980 | Portrait of Carrie        | 185                          | 57                           | SOLAR              |
| 1982 | Still in Love             | 80                           | 13                           | SOLAR              |
| 1984 | Horsin' Around            | —                            | 40                           | Constellation      |

### Singles
| Ano  | Single                                        | Posições em tabelas musicais | Posições em tabelas musicais | Posições em tabelas musicais |
| Ano  | Single                                        | US                           | US R&B                       | US Dance                     |
| ---- | --------------------------------------------- | ---------------------------- | ---------------------------- | ---------------------------- |
| 1977 | "I Gotta Keep Dancin'"                        | 64                           | 44                           | 2                            |
| 1979 | "Dance with You"                              | 70                           | 27                           | 6                            |
| 1980 | "I Gotta Keep Dancin' (Keep Smiling)"         | —                            | —                            | 10                           |
| 1980 | "It's Not What You Got (It's How You Use It)" | —                            | 74                           | —                            |
| 1981 | "Career Girl"                                 | —                            | 55                           | —                            |
| 1982 | "Show Me Where You're Coming From"            | —                            | 23                           | —                            |
| 1985 | "Hello Stranger"                              | —                            | 20                           | —                            |